# José Porfirio Miranda

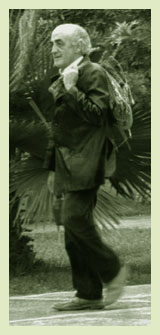
José Porfirio Miranda

José Porfirio Miranda de la Parra (* 15. September 1924 in Monterrey, Mexiko; † 9. Oktober 2001 in Temamatla) war ein katholischer Geistlicher und Jesuit, Philosoph, Theologe und Wirtschaftswissenschaftler, Autor und Professor an der Universidad Autónoma Metropolitana der Metropolregion Mexiko-Stadt, und an der Jesuitenhochschule in Guadalajara. Miranda verfasste grundlegende Werke der befreiungstheologischen Exegese und Theoriebildung.

## Leben
José Porfirio Miranda trat 1943 im Alter von 19 Jahren in den Jesuitenorden ein. Er studierte von 1945 bis 1951 an der Loyola Universität in Los Angeles Philosophie und Sozialwissenschaften. 1953 begann er ein Theologiestudium an der Gregorianischen Universität in Rom, das er bis 1957 an der Hochschule Sankt Georgen in Frankfurt fortsetzte. Es folgten Studien der Wirtschaftswissenschaften in Münster.
Ab 1961 lehrte Miranda an der Jesuitenhochschule in Guadalajara (Fakultät für Wirtschaft). Er wurde des Weiteren damit betraut, die katholischen Unternehmer in der Stadt Guadalajara zu beraten. Aber er wandte sich den Arbeitern zu und organisierte sie. Aus diesem Grund wurde er 1967 an
das Päpstliche Bibelinstitut in Rom geschickt, wo er seine Doktorarbeit in Exegese schrieb, Marx y la biblia („Marx und die Bibel“), die aber nicht angenommen wurde. 1969 verfasste er El Ser y el Mesías, das schließlich als Dissertation angenommen wurde.
Nach seiner Rückkehr nach Mexiko engagierte sich Miranda weiter für die Interessen der Arbeiter und der Armen. Seine kritische Haltung zum bestehenden Wirtschaftssystem brachte ihn in Widerspruch zu den Interessen der Kirche und seines Ordens. Auf Druck des Kardinals von Guadalajara wurde er von seinen Ämtern abberufen. 1971 verließ er den Jesuitenorden. Im gleichen Jahr wurde sein Buch Marx y la biblia veröffentlicht. 1973 erschien El Ser y el Mesías und Miranda wurde Professor an der Universidad Autónoma Metropolitana, Mexiko. 1979 heiratete er Adela Oliveros. 1981 erschien Comunismo en la Biblia („Der Kommunismus der Bibel“), in dem er durch exegetische Überlegungen nachzuweisen versuchte, dass das Urchristentum und das Wirken Jesu kommunistisch ausgerichtet gewesen seien und ihrerseits in entsprechender Tradition des Alten Testaments gestanden hätten.
Danach wandte Miranda sich philosophischen Studien zu. 1983 erschien Apelo a la Razón („Appell an die Vernunft: Wissenschaftstheorie und Kritik des Positivismus“), 1989 Hegel Tenía Razón („Hegel hatte recht: Der Mythos der empirischen Wissenschaft“) und 1990 Racionalidad y Democracia („Rationalität und Demokratie“). Zusammen mit seiner Frau Adela Oliveros gründete er 1994 die Stiftung RORAC, Zentrum für Arbeiterbildung und philosophische Studien. Zu den Themen seiner Bücher veröffentlichte Miranda zusätzlich populärwissenschaftliche Werke.
1999 erschien sein letztes Buch Antropología e Indigenismo. José Porfirio Miranda starb im Jahr 2001.

## Rezeption
Walter Wink, US-amerikanischer Professor für Biblische Exegese, schrieb 1976 in der Fachzeitschrift The Expository Times über Marx and the Bible: „the best book on exegesis published up until now“. In der argentinischen befreiungstheologischen Zeitschrift Revista de Teoloía Crítica schrieb D. Alberto Macko 2010 über Marx y la Biblia:

„Es handelt sich um eines der besten Werke der Ursprünge der Befreiungstheologie. Aus einem bisher unerfindlichen Grund erscheint Porfirio Miranda nicht in den Auflistungen der "Väter der Befreiungstheologie". Aber die konzeptuelle Klarheit, mit der Porfirio Miranda sein Verständnis der biblischen Botschaft darlegt, macht dieses Buch zu einem Muss für alle, die das Beste (und das Schlechte) dieser Bewegung verstehen wollen.“

## Veröffentlichungen
- Von der Unmoral gegenwärtiger Strukturen; (span.: Cambio de Estructuras. Inmoralidad de la Moral Occidental., 1970), Jugenddienstverlag, Wuppertal, 1973
- Marx y la biblia; Critica a la filosofia de la oppression, Sigueme, Salamanca, 1971; [Englisch: Marx and the Bible; A Critique of the Philosophy of oppression; Übersetzung von John Eagleson, Orbis Books, Maryknoll, New York, 1974]
- El Ser y el Mesías, Sígueme, Salamanca, 1973
- Der Kommunismus der Bibel; (span.: Comunismo en la Biblia, 1981), übersetzt auf der Grundlage der 3. Auflage von Wolfgang Seyfert und Rodrigo Ochoa; Edition ITP-Kompass, Münster 2014, ISBN 978-3-981-3562-6-7.
- Appell an die Vernunft: Wissenschaftstheorie und Kritik des Positivismus, (span.: Apelo a la Razón. Teoría de la Ciencia y la Crítica del Positivismo, 1983), Verlag Logos, Berlin 2013, ISBN 978-3832533007
- Hegel hatte recht: Der Mythos der empirischen Wissenschaft, (span.: Hegel Tenía Razón. El Mito de la Ciencia Empírica, 1989), Verlag Die Blaue Eule, 2013, ISBN 978-3899243611
- Rationalität und Demokratie (span.: Racionalidad y Democracia, 1990), herausgegeben vom Centro de Estudios Filosóficos José Porfirio Miranda, Verlag Peter Lang, Frankfurt 2013, ISBN 978-3631643334.
- Antropología e Indigenismo, Universidad Autónoma Metropolitana – Iztapalapa; México 1999